# Die Braunschweigische Landesgeschichte
Die Braunschweigische Landesgeschichte. Jahrtausendrückblick einer Region., so der vollständige Titel, ist ein von Horst-Rüdiger Jarck, dem damaligen Leiter des Staatsarchivs Wolfenbüttel zusammen mit Gerhard Schildt im Jahre 2000 herausgegebenes Werk, das die Geschichte der Stadt Braunschweig sowie des Herzogtums Braunschweig-Lüneburg (mit seinen Teilfürstentümern), des Herzogtums Braunschweig, des Freistaates Braunschweig sowie des Braunschweiger Landes über einen Zeitraum von der Frühgeschichte bis zum Fall der Mauer darstellt.

## Inhalt
In 41 Kapiteln und auf 1264 Seiten geben 38 Historiker und Archivare einen Überblick über die Entwicklungen von der Steinzeit bis zur Deutschen Wiedervereinigung, die für die Stadt Braunschweig und die Region aufgrund der fast 40-jährigen Zonenrandlage von besonderer Bedeutung war. Darüber hinaus sind neben Beschreibungen von „Land und Leuten“ auch solche der Landesnatur, Sprache, Landesgeschichtsschreibung und Landessymbole enthalten.
Die Monografie enthält zudem ca. 500 Abbildungen, Karten und Stammtafeln, eine Zeitleiste (S. 1173–1192), eine umfangreiche Bibliografie mit weiterführender und vertiefender Literatur aus den Jahren 1979 bis 2000 (S. 1198–1209) sowie ein Register (S. 1210–1264).

## Ausgabe
- Horst-Rüdiger Jarck, Gerhard Schildt (Hrsg.): Braunschweigische Landesgeschichte. Jahrtausendrückblick einer Region. Appelhans Verlag, Braunschweig 2000, ISBN 3-930292-28-9.

Das Werk erschien aus Anlass des hundertjährigen Bestehens des Braunschweigischer Geschichtsvereins e. V. im Braunschweiger Appelhans Verlag. Zusammen mit den beiden Bänden des Braunschweigischen Biographischen Lexikons, das ebenfalls von Jarck mit herausgegeben wurde, gilt es als Standardwerk zur Braunschweigischen Geschichte.